# Colonia Río Verde
Colonia Río Verde är en ort i Mexiko.   Den ligger i kommunen Cuauhtémoc och delstaten Zacatecas, i den centrala delen av landet, 500 km nordväst om huvudstaden Mexico City. Colonia Río Verde ligger 2 128 meter över havet och antalet invånare är 509.
Terrängen runt Colonia Río Verde är kuperad åt sydost, men åt nordväst är den platt. Colonia Río Verde ligger nere i en dal. Runt Colonia Río Verde är det ganska glesbefolkat, med 48 invånare per kvadratkilometer. Närmaste större samhälle är San Pedro Piedra Gorda, 8,9 km öster om Colonia Río Verde. Omgivningarna runt Colonia Río Verde är i huvudsak ett öppet busklandskap.